# شارل تیون

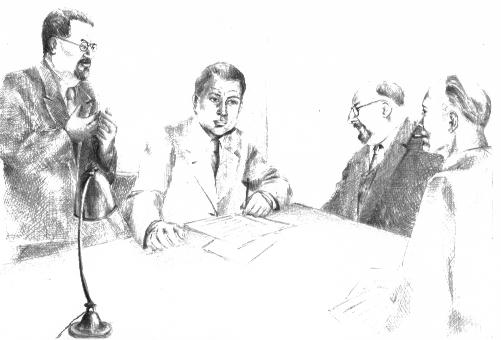
طرح یک هنرمند از یک میتینگ حزب کمونیست فرانسه، کمیتهٔ مرکزی در لونژومو در سال ۱۹۴۳. چپ به راست: بنوا فراشون، اگوست لوکور، ژاک دوکلو و شارل تیون.

شارل ژوزف تیون (فرانسوی: Charles Tillon‎؛ ۳ ژوئیهٔ ۱۸۹۷ – ۱۳ ژانویهٔ ۱۹۹۳) یک کمونیست، کارگر فلزکاری، رهبر اتحادیه‌های کارگری، سیاست‌مدار و رهبر مقاومت فرانسه طی جنگ جهانی دوم (۱۹۳۹–۴۵) بود.

## زندگی‌نامه
شارل تیون در یک خانواده کارگری به دنیا آمد و به عنوان کارگر فلزکاری آموزش و مهارت کسب کرد. طی جنگ جهانی اول (۱۹۱۴–۱۸) او را به نیروی دریایی فرستادند. در سال ۱۹۱۹ رهبری شورش دریایی را بر عهده داشت و به پنج سال کار سخت محکوم شد. پس از دو سال به کار کارخانه بازگشت. پس از بازگشت او در حزب کمونیست فرانسه و در جنبش اتحادیه‌های کارگری فعال شد و به سمت‌های ارشدی در هر دو حزب و جنبش رسید. در سال ۱۹۳۶، او به عنوان معاون مجلس قانون‌گذاری ملی انتخاب شد. او این موقعیت را زمانی که حزب کمونیست در اوایل سال ۱۹۴۰ غیرقانونی و زیر زمینی شد از دست داد. پس از اشغال فرانسه در ژوئن ۱۹۴۰، شارل تیون یکی از سه رهبر حزب کمونیست و رئیس نیروهای مقاومت مسلح کمونیست شد. پس از جنگ دوباره به عنوان معاون انتخاب شد و بین سال‌های ۱۹۴۴ تا ۱۹۴۶ به نوبه خود وزیر هوا، وزیر جنگ‌افزار و برنامه‌ریزی شهری بود.

## جوایز
وی همچنین برندهٔ جوایزی همچون لژیون دونور (فرمانده) شده‌است.